# Gustav Wiik
Gustav Juel Wiik (* 25. Dezember 1878 in Horten, Norwegen; † 31. März 1906 am King Point, Yukon, Kanada) war ein norwegischer Polarforscher. Er war zweiter Maschinist auf Roald Amundsens Gjøa-Expedition durch die Nordwestpassage von 1903 bis 1906. Er starb am Ende der dritten Überwinterung.
Gustav Wiik war ein Sohn des Kapitäns Otto Jørgensen Wiik (1842–1903) und bereits fünf Jahre zur See gefahren, als er sich 1902 bei Amundsen als Teilnehmer an der bevorstehenden Expedition bewarb. Er wurde als zweiter Maschinist eingestellt und sollte Amundsen darüber hinaus bei den erdmagnetischen Messungen unterstützen. Zur Vorbereitung verbrachte er sechs Wochen am Geomagnetischen Observatorium in Potsdam.
Als die Gjøa in einer Bucht der King-William-Insel, die Männer nannten sie Gjøahavn, für die Überwinterung vor Anker ging, wurde an Land ein magnetisches und meteorologisches Observatorium errichtet. In einer aus mit Sand gefüllten Proviantkisten gebauten Hütte („Villa Magneten“) in dessen Nachbarschaft wohnte Wiik gemeinsam mit dem meteorologischen Beobachter Peder Ristvedt. Amundsens wissenschaftliches Interesse verlagerte sich mit der Zeit auf das Gebiet der Ethnografie, sodass die geomagnetischen Messungen zunehmend allein von Wiik vorgenommen wurden. Auch am zweiten Überwinterungsort am King Point, 68 Kilometer südöstlich der Walfangstation Herschel Island, setzte er seine Messungen zuverlässig fort und sammelte eine enorme Menge wissenschaftlicher Daten. Er erkrankte im März 1906 und starb am 31. des Monats.
Wiik wurde am 9. Mai im magnetischen Observatorium der Expedition begraben, das mit Rasen und Blumen bedeckt wurde. Später im Sommer errichteten die Expeditionsteilnehmer ein Kreuz auf dem Grab. Die Royal North-West Mounted Police verlegte das Grab im Jahr 1909 wegen drohender Erosion an einen etwa 200 Meter höher gelegenen Ort.
Amundsen benannte die Anhöhe Wiik’s Hill bei Gjoa Haven und die Insel Wiik Island im Queen Maud Gulf nach Gustav Wiik.